# Savoir-être
Pour les articles homonymes, voir Savoir-être (homonymie).

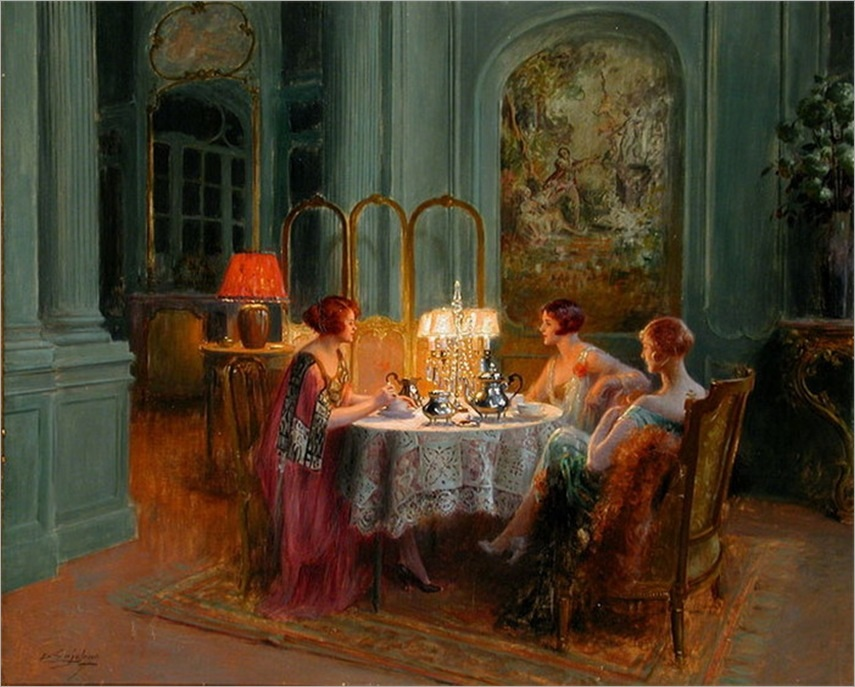
Savoir-être.

Le savoir-être est un ensemble de qualités personnelles, d'habiletés sociales correspondant à la capacité de produire des actions et des réactions adaptées à l'environnement humain et écologique. Il est nécessaire à l'autonomie, au partage avec les autres et à une vie affective riche.

## Apprentissage
Cette capacité s'acquiert en partie par la connaissance de savoirs comportementaux spécifiques en situation d'acteur social.
Les recherches en éducation relatives au savoir-être ont pour objectif de trouver tous les moyens pédagogiques permettant aux apprenants d'acquérir au mieux la maîtrise d'actions et de réactions adaptées à leur organisme et à leur environnement. Dans les champs de l'éducation  et de la formation, on parle le plus souvent de compétences transversales.
Parmi les thématiques du savoir-être, le développement personnel trouve toute sa place mais pas uniquement. D'autres thématiques sont révélatrices d'un savoir-être comme les thématiques liées aux thèmes suivants :
- protection de l'environnement ;
- hygiène ;
- empathie ;
- intelligence émotionnelle ;
- contrôle émotionnel et comportemental ;
- responsabilisation (prise de responsabilités) ;
- actions pro-sociales ;
- coopération ;
- résolution de conflits ;
- gestion du stress ;
- écoute active.

Les techniques d'apprentissage dans ce domaine ne sont encore que peu formalisées, c'est-à-dire enseignées en tant que telles, mais tendent à se développer. On trouve notammentde nombreuses méthodes sur ce sujet sur Internet et dans les librairies, adaptées à une très large palette de savoir-être ou soft skills.

## Complémentarité des savoirs: être et faire
On oppose quelquefois le savoir-être au savoir-faire. Ils ne s'opposent pas, mais au contraire s'articulent et se complètent l'un et l'autre avec le troisième sommet du triangle de la compétence avec la connaissance ou le savoir plus théorique et éloigné de la pratique.
Le savoir-faire désigne l'ensemble des compétences opérationnelles liées à l'exercice d'une profession. Or, il n'y a pas de compétence hors du contexte dans lequel elle s'exerce ; et tout mode relationnel au travail est traversé par de l'opérationnel. Cependant, chacun a son champ ; et celui du savoir-être, c'est le relationnel qui accompagne l'exercice du savoir-faire. Si bien qu'il pourrait être défini comme un art de la convivialité avec ses partenaires.
Dans la culture anglo-saxonne, on parle de soft skills par opposition au terme hard skills, le savoir-faire.
Erving Goffman, sociologue, montre dans son ouvrage La Mise en scène de la vie quotidienne l'importance du tact. Un groupe humain adopte en général un comportement protecteur par rapport aux conventions sociales et se montre ouvert aux apparences que l'on veut lui faire croire : il fait preuve de tact. La réussite de ces conventions et apparences en dépendent énormément. Ainsi, pour réussir à montrer une apparence, on a souvent besoin d'une zone, interdite aux autres, où l'on se prépare. Ces autres le savent, et souvent, ils ou elles s'interdisent d'aller dans la zone de préparation, ou bien préviennent par un signal quelconque en y arrivant : en frappant à la porte, en envoyant un mot, en toussant. Par exemple, il est convenu qu'au restaurant on n'écoute pas les conversations d'une table à une autre voisine ; chacun, chacune, par cette convention, s'imagine qu'il y une sorte de cloison entre les tables. Mais si une personne d'une table fait tomber quelque chose sans s'en rendre compte, que quelqu'un de la table voisine, soudain, pour rendre service, fait semblant de découvrir son existence. Il existe alors une étiquette, intuitive, qui règle les rapports accidentels qui s'établissent. Dans d'autres contextes, cette bienveillance s'exerce aussi à l'égard des débutants, ou débutantes, qui non seulement seront jugés moins sévèrement en cas d'erreur de leur part, mais de plus leur correspondant les aidera à corriger cette erreur.
Ce tact est un comportement humain si répandu qu'on le trouve dans les hôpitaux psychiatriques. Il arrive ainsi que les malades se comportent avec mansuétude pour le personnel qui organise une fête de la Saint-Valentin, y participant pour ne pas faire de peine aux infirmiers qui l'ont préparée, mais la quittent avec soulagement. Ou bien, si l'on organise une fête charitable à leur profit, ils y participent même si ça ne les intéresse pas. Dans les moments de crise ils peuvent devenir des alliés du corps médical. Si un décès parmi eux se produit dans des conditions incompatibles avec l'apparence de sollicitude que le personnel hospitalier veut maintenir, ils participent avec tact au rétablissement de la fiction, alors que d'habitude, ils cherchent plutôt à lui créer des difficultés. On retrouve des comportements similaires lors des inspections à l'armée ou dans les écoles : soldats et sergents deviennent provisoirement un même groupe humain de façon à tromper l'inspecteur, le colonel ou autre, qui vient les examiner.
Comme pour beaucoup de relations humaines, même si le groupe humain qui fait preuve de tact fait semblant que ça soit naturel, les bénéficiaires de ce tact finissent par comprendre que c'est un don calculé. En retour, le groupe humain qui fait preuve de tact comprend que le groupe humain bénéficiaire a compris. Et ainsi de suite. Par ce jeu, il arrive que la séparation des groupes prenne momentanément fin, et qu'un aveu mutuel se produise. Que cette révélation intime provoque la honte ou le rire, les deux groupes se séparent à nouveau rapidement.

### Liste de compétences
La liste des compétences relevant du savoir-être est relativement étendue, mais des auteurs comme Jérôme Hoarau et Julien Bouret ont établi séparément des listes dont les principaux points sont:
- la résolution de problème
- la confiance
- l’intelligence émotionnelle
- l’empathie
- la communication
- la gestion du temps
- la gestion du stress
- la créativité
- l’esprit d’entreprendre
- l’audace
- la motivation
- la vision, la visualisation
- la présence
- le sens du collectif
- la curiosité

Dans son ouvrage intitulé Les Compétences du XXIe siècle paru chez Dunod en 2018, le docteur en psychologie Jeremy Lamri évoque quatre compétences clés pour s'adapter au monde moderne : la créativité, l'esprit critique, la communication et la collaboration. Le World Economic Forum utilise ces mêmes quatre compétences pour promouvoir des politiques publiques innovantes en matière d'éducation.
De multiples autres auteurs comme par exemple Christophe Deval, Nathalie Van Laethem et Jean-Marc Josset, Alexandra Didry, Déborah Romain-Delacour, Marie-Josée Couchaère, etc. proposent des listes de soft skills importantes à maîtriser pour réussir dans la sphère professionnelle, et de manière plus générale améliorer son bien-être. Celles-ci sont associées à des tests pour s'auto-évaluer et des exercices pour développer les soft skills ciblées. On comprend donc bien ici que ces compétences douces ne sont pas innées. Au contraire, elles peuvent avec du temps et du travail, se construire tout au long de son parcours de vie.

### Obsolescence des compétences dans le monde professionnel
Selon le Ministère du travail, « 50 % des emplois seront transformés dans les dix ans, 10 à 20 % seront créés et autant vont peut-être disparaître ». Selon l'OCDE, une compétence technique a aujourd'hui une durée de vie qui s'échelonne de 12 à 18 mois. Conséquence, 85 % des emplois de 2030 n'existent pas encore. En cause, les nouvelles technologies qui transforment le monde du travail et accélèrent l'adaptation des emplois. Dans ce contexte, les savoir-être (soft skills) s'avèrent être des compétences plus pérennes pour les entreprises que les savoir-faire (hard skills), car :
- les savoir-être sont des compétences plus stables que les savoir-faire,
- les savoir-être apportent une agilité indispensable pour s’adapter et rester performant dans un environnement professionnel en perpétuelle évolution,
- les savoir-être renforcent et complètent les savoir-faire car ils créent de la valeur dans la gestion des interfaces et la résolution de situations complexes ou encore dans la conduite du changement.

Pour s'adapter à ces changement rapides, les entreprises vont devoir de plus en plus accompagner leurs équipes dans le développement de ces savoir-être pour les préparer à  gérer les transformations qui les attendent, tout en sachant faire preuve d'innovation et s'inscrire dans un mouvement pro-actif vecteur de croissance, de compétitivité et d'emploi.

### Savoir-être, clairvoyance normative et effet de contexte
Le savoir-être existe à travers les comportements que nous affichons en situation sociale, ainsi que par l’expression de celui-ci hors situation.
Il revêt donc une forte dimension normative qui renvoie à la propension des êtres humains à se présenter en conformité avec les normes sociales.
Alors la notion de savoir-être devrait également s’analyser comme une dimension de la “présentation de soi”.
Grâce à une compétence adaptative spécifique, la clairvoyance normative, les individus sont capables d'identifier les normes implicites véhiculées par les contextes dans lesquels ils évoluent. Ainsi, pour pouvoir s'adapter à chaque situation sociale et être intégrés, ils se conforment aux attentes situationnelles.
C'est pourquoi, la notion de rôle dans l’analyse du savoir-être doit être considérée. On parle de cette attitude consistant à se donner une image qui ne correspond pas obligatoirement à sa propre personnalité, ni forcément à sa vision du monde, dans le but de renvoyer une image valorisante de soi aux personnes avec lesquelles nous entrons en communication.
La normalisation et la présentation de soi sont des enjeux majeurs du savoir-être qui fluctuent en fonction du contexte.
Ainsi, le rôle du contexte ressort déterminant pour comprendre la manière dont les savoir-être se construisent et s'expriment.

### Sources
- Dominique Picard, Relations et communications interpersonnelles, Dunod (coll. « Les Topos »)
- Les soft skills, Koober, https://koober.com/fr/blog/article/Les-soft-skills